# Ptinus maculosus
Ptinus maculosus là một loài bọ cánh cứng trong họ Ptinidae. Loài này được Abeille de Perrin miêu tả khoa học năm 1895.